# Mohammed Bouazizi
Tarek el-Tayyib Mohammed Ben Bouazizi (Arabisch: محمد البوعزيزي ; Sidi Bouzid, 29 maart 1984 - Ben Arous, 4 januari 2011), bekend als Mohammed Bouazizi, was een Tunesische straathandelaar die zichzelf in brand stak op 17 december 2010 uit protest tegen de inbeslagneming van zijn handelswaren en de vernederingen die hij onderging door toedoen van een vrouwelijke politieagent. Dit vormde de aanleiding tot de Jasmijnrevolutie die resulteerde in het ten val brengen van het bewind van Zine El Abidine Ben Ali en ook leidde tot de Arabische Lente, waardoor ook het Egyptische regime viel.

## Jeugd
Mohammed Bouazizi, lokaal bekend als Basboosa, was de zoon van een bouwvakker. Zijn vader overleed aan een hartaanval toen Mohammed drie was. Zijn moeder hertrouwde met zijn oom. Mohammed ging naar school in Sidi Salah, een kleine stad 19 kilometer van Sidi Bouzid. Hoewel verschillende media beweren dat Mohammed universitair geschoold was, heeft hij volgens zijn zus, Samia Bouazizi nooit de middelbare school afgemaakt. Toen de gezondheid van zijn oom verslechterde, en hij niet meer in staat was regelmatig te werken werd het voor Mohammed onmogelijk nog langer naar school te gaan. Mohammed had vanaf zijn tiende al verschillende baantjes gehad en koos er in zijn late tienerjaren voor om helemaal met school te stoppen en te gaan werken.
Mohammed leefde in een bescheiden woning, 20 minuten van het centrum van Sidi Bouzid. Corruptie tierde er welig. De werkloosheid lag rond de 30%. Volgens zijn moeder meldde Mohammed zich aan bij het leger, maar hij werd niet toegelaten. Ook andere sollicitaties liepen op niks uit. Hij zorgde financieel voor zijn oom, moeder en jongere zusjes, waarvan er een op de universiteit zat. Hij verdiende 140 dollar per maand als straatverkoper. Mohammed zette geld opzij om een pick-up truck te kopen voor zijn werk als straatverkoper. Volgens een goede vriend was Mohammed een bekende en populaire man, die gratis fruit en groenten gaf aan arme families.

## Inbeslagneming
Mohammed had geen vergunning voor zijn werk als straatverkoper. Lokale politieagenten hadden zijn waren en kar al vaker in beslag genomen volgens familie en vrienden. Maar Mohammed had geen andere keuze, er was verder geen werk voor hem. Daarom ging Mohammed door als straatverkoper. Op 16 december 2010 10 uur 's ochtends had Mohammed voor 200 dollar aan waren gekocht om door te verkopen. Op 17 december begon hij 8 uur 's ochtends met het aanbieden van zijn waren, om half 11 viel de politie hem lastig. Volgens de politie omdat hij geen vergunning had. Hoewel verschillende bronnen melden dat het verkopen zonder vergunning illegaal is, zeggen anderen dat hier helemaal geen vergunning voor nodig is, waaronder het hoofd van werkloosheid en onafhankelijk werk van het departement waar de stad Sidi Bouzid toebehoort.
Mohammed had niet genoeg geld om de agenten om te kopen. Vervolgens werd hij, volgens Mohammed's familie in het gezicht geslagen door een 45-jarige agente, werd er naar hem gespuugd, namen ze zijn weegschaal in beslag en gooide ze zijn kar om. Er werd ook een opmerking over zijn overleden vader gemaakt, aldus de familie. Volgens de familie van Mohammed maakte het feit dat de agente een vrouw was de vernedering erger. Volgens een broer van de desbetreffende agente, Faida Hamdi, heeft zijn zus Mohammed niet geslagen, een getuige meldt dat hij Faida Mohammed niet heeft zien slaan, maar dat haar collega's Mohammed wel sloegen.

## Zelfverbranding

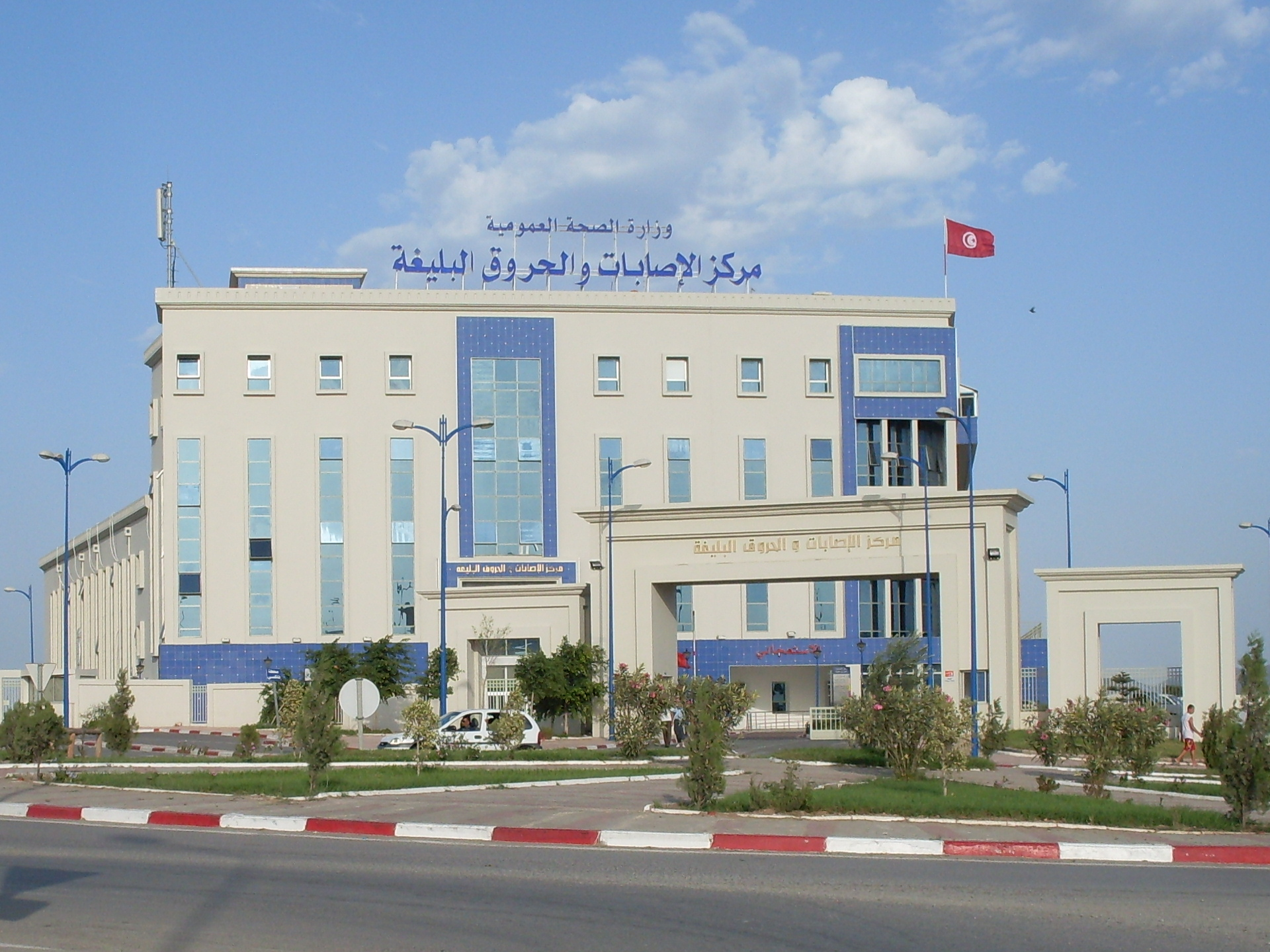
Ben Arous Brandwonden en trauma centrum, de plek waar Mohammed stierf

Mohammed, woedend over het voorval, rende naar het kantoorgebouw van de gouverneur om een klacht in te dienen. En om zijn weegschaal terug te vragen. Deze eis werd niet ingewilligd, ook niet toen Mohammed vertelde zich anders in brand te steken. Vervolgens is Mohammed naar een benzinestation gegaan waar hij benzine kocht, heeft voor het kantoorgebouw in het midden van de straat geschreeuwd hoe hij dan rond moest komen. Daarna heeft hij zichzelf met benzine overgoten en in brand gestoken, om half 12 's ochtends lokale tijd. Hij werd naar het ziekenhuis overgebracht om behandeld te worden op de afdeling intensive care, maar overleefde het niet. Bouazizi wordt nu gezien als de nieuwe nationale held van Tunesië.
De demonstraties begonnen in Sidi Bouzid, Bouazizi's woonplaats. Hoewel de protesten in de door de staat gecontroleerde media weinig aandacht kregen, verspreidden ze zich over het land. Hierna braken in januari 2011 ook in buurland Algerije onlusten uit onder de bevolking vanwege stijgende voedselprijzen en grote werkloosheid, gevolgd door protesten in Egypte.
Zijn zelfmoord vormde de aanleiding tot de Jasmijnrevolutie en protesten in de Arabische wereld, die ook leidden tot de val van het Egyptische regime. In 2011 werd hem postuum de Sacharovprijs door het Europees Parlement toegekend, samen met vier anderen die een grote rol speelden in de Arabische Lente.